# Wyżyna Abisyńska

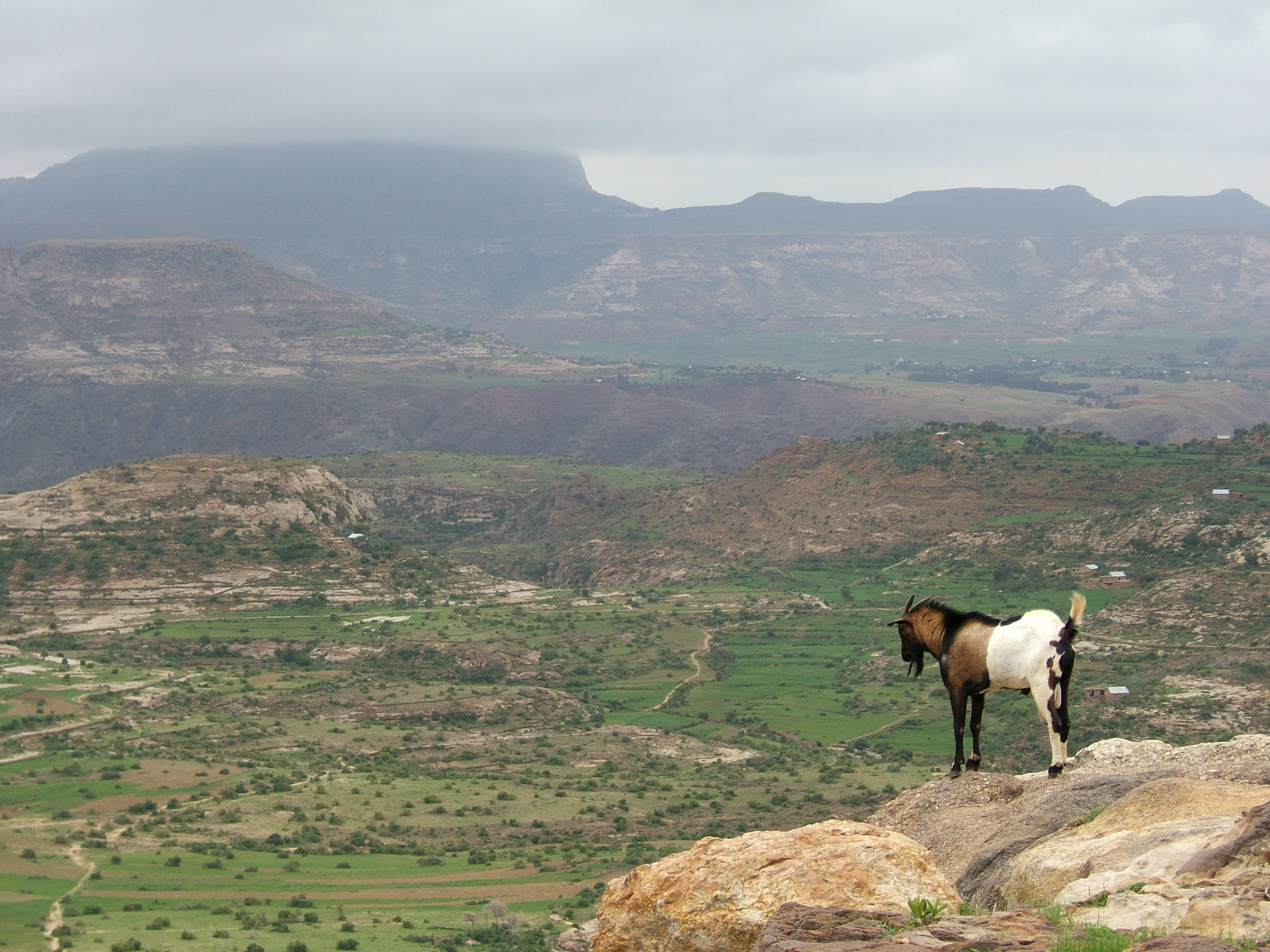
Wyżyna Abisyńska i Ras Daszan

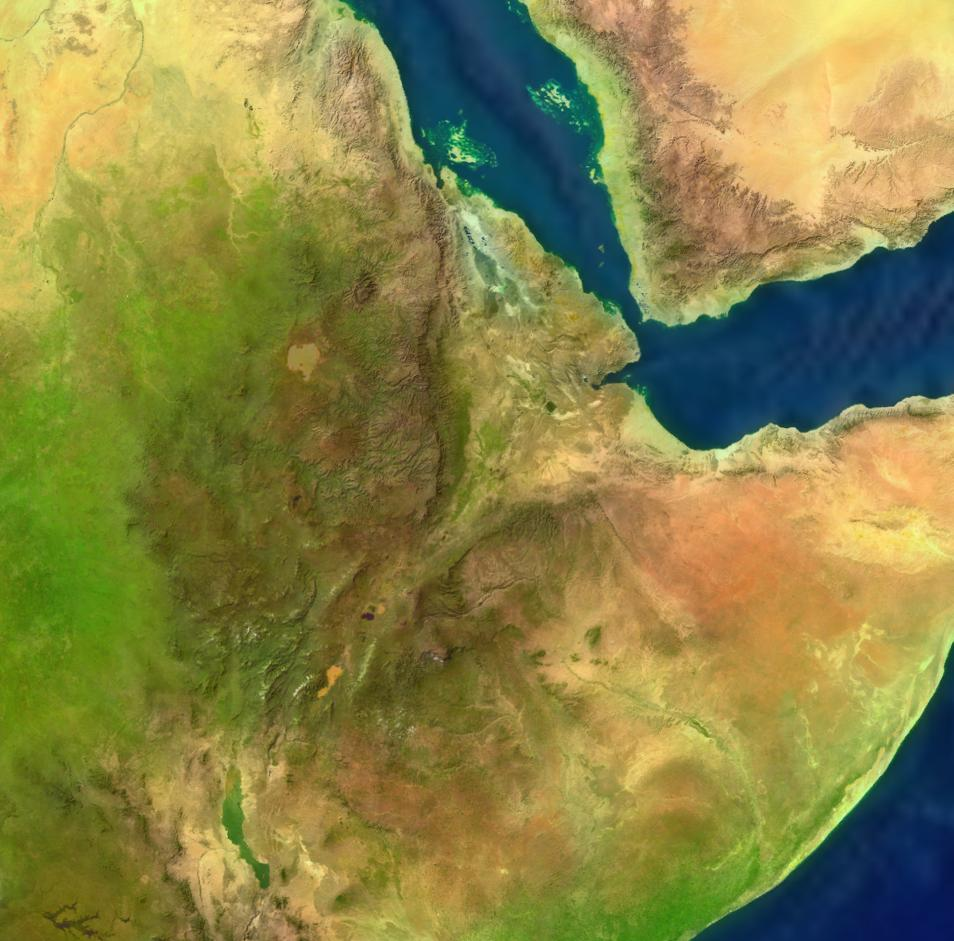
Powierzchnia Etiopii na zdjęciu satelitarnym. Wyraźnie widoczne są Wyżyna Abisyńska i Rów Abisyński poniżej

Wyżyna Abisyńska – rozległa afrykańska wyżyna we wschodniej Afryce, położona w Etiopii oraz Erytrei, oddzielona od Wyżyny Somalijskiej Rowem Abisyńskim.

## Budowa geologiczna
Formowanie wyżyn na obszarze dzisiejszych Etiopii i Erytrei rozpoczęło się około 75 mln lat temu. W trakcie ostatniego zlodowacenia pokrywała je roślinność podobna do dzisiejszej tundry. Wyżyna Abisyńska z prekambryjskich skał metamorficznych i magmowych przykrytych piaskowcami, a następnie skałami wylewnymi (do 2000 m miąższości). Powierzchnia rozcięta rowami tektonicznymi i wieloma dolinami rzecznymi (Nil Błękitny, Sobat, Omo, Auasz i Atbara). W środkowej części wyżyny leży jezioro Tana. Ponad powierzchnią wyżyny wznoszą się bazaltowe twardzielce oraz stożki wulkaniczne, w tym Ras Daszan (4620 m n.p.m.) znajdujący się w masywie Semien. Większa powierzchnia tej wyżyny leży na terenach Etiopii.
Występują złoża złota, platyny, rudy manganu. Gleby przeważnie ubogie.

## Warunki naturalne
Do 1700 m n.p.m. klimat jest gorący i wilgotny, zaś na południowych stokach rosną bujne lasy. Na wschodzie i północy występują półpustynie, zaś od zachodu sawanna. Do 2500 m n.p.m. występuje klimat umiarkowany ciepły, dominuje krajobraz rolniczy i pasterski. Do 3500 m n.p.m. klimat umiarkowany chłodny, wyżej – wysokogórski. Roczna suma opadów waha się od 600 mm do 1500 mm. Współcześnie większość lasów na Wyżynie Abisyńskiej została wycięta, ponieważ porastające ją drzewa z rodzaju zastrzalin (Podocarpus) i jałowce (Juniperus) są najbardziej pożądanym przez Etiopczyków źródłem drewna. W wyższych partiach wyżyny dominują Podocarpus falcatus i Juniperus procera. W niższych częściach dominują w roślinności drzewa z rodzaju migdałecznik (Terminalia), balsamowiec (Commiphora), kadzidla (Commiphora) i akacja (Acacia). Sztucznie wprowadzono także eukaliptusy.
World Wide Fund for Nature (WWF) wyróżnia dwa ekoregiony w obrębie wyżyny, nazwane Ethiopian montane moorlands (dosł. etiopskie górskie wrzosowiska) i Ethiopian montane grasslands and woodlands (dosł. etiopskie górskie łąki i lasy); oba ekoregiony są słabo poznane.

## Fauna

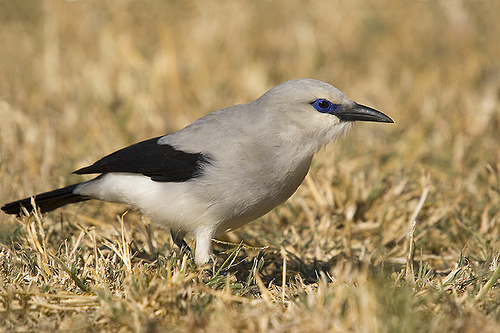
Abisyniak, Zavattariornis stresemanni

Do endemicznych dla Etiopii ssaków zamieszkujących wyżynę należą: psowaty kaberu etiopski (Canis simensis), koziorożec abisyński (Capra walie), niala górska (Tragelaphus buxtoni) oraz szczurokret wielkogłowy (Tachyoryctes macrocephalus). Z płazów można napotkać Leptopelis yaldeni, Ericabatrachus baleensis i Spinophrynoides osgoodi.
BirdLife International wyznaczyło Endemic Bird Area Central Ethiopia Higlands. Dla Etiopii i Erytrei endemicznych jest 29 gatunków ptaków (stan w 2016), w tym etiopka (Cyanochen cyanoptera), rudowodnik (Rougetius rougetii), jałowczyk (Parophasma galinieri) oraz abisyniak (Zavattariornis stresemanni). Ponadto w EBA na Wyżynie Abisyńskiej występują: narażone szponiastonóg czerwonooki (Pternistis harwoodi) i afrokulczyk smugowany (Crithagra ankoberensis), zagrożony afrokulczyk żółtogardły (Crithagra flavigula) oraz najmniejszej troski smolarek czarny (Myrmecocichla melaena). Wyżynę zamieszkuje również krytycznie zagrożona (2016) kusokurka białoskrzydła (Sarothrura ayresi).

## Zagrożenia dla ekosystemu
Wyżyna Abisyńska to jeden z najgęściej zamieszkanych regionów Etiopii. W związku z tym  jej środowisku zagraża rozwój rolnictwa, odłogowanie, pożary i nadmierny wypas. Eksploatowana jest dzika kawa arabska (Coffea arabica).